# محافظة لابي
لابي هي محافظة تقع في إقليم لابي في غينيا وعاصمتها هي لابي. تبلغ مساحة المحافظة 3014 كيلومتر مربع ويقدر عدد سكانها بـ 204 000 نسمة.

## المحافظات الفرعية
تنقسم المحافظة إدارياً إلى 13 محافظة فرعية :
1. لابي مركز
2. دلين
3. درالابي
4. دياري
5. ديونفو
6. غارامبي
7. هافيا
8. كالان
9. كورامانغي
10. نوسي
11. بوبودارا
12. سانو
13. تونتورون